# Carmageddon TDR2000
Carmageddon TDR 2000 — продолжение игры Carmageddon и Carmageddon II. Она была разработана Torus Games, и выпущена в 2000 году. В России известна как Кармагеддон: Колёса Смерти и переведена компанией Новый Диск.
Как и в предыдущих играх серии в некоторых странах заменяли человеческих пешеходов на зомби, фактически только изменяя озвучивание, цвет крови и кожи на зелёный, но в Интернете существуют патчи, которые возвращают игру к её первоначальному виду.
В течение разработки TDR 2000 SCi наняла Tozzer.com для создания комиксов, основывающихся на видеоигре Carmageddon.

## Дополнение
Nosebleed Pack — официальное дополнение, добавляющее 10 машин, 3 трассы (The 1920s, Hell, Super Speedway), несколько бонусов, и улучшающее игру по сети с новыми картами.

## Музыка
Музыка к игре от групп Plague и Utah Saints.
Список композиций:
1. Data

2. Plague — Carma (3:38)

3. Plague — Eat It Up (3:57)

4. Plague — Dedicated to Hate (3:26)

5. Utah Saints — Techknowledgy (5:26)

6. Utah Saints — Sick (5:18)

7. Utah Saints — Hands Up (4:02)